# De Bolwerken (Haarlem)
De Bolwerken is een stadspark gelegen tegen het centrum van Haarlem aan de noordzijde van het station. De Bolwerken zijn een overblijfsel van de noordelijke stadsverdediging die bestonden uit grachten, stadsmuren en poorten. De vestingwerken zijn in de negentiende eeuw gesloopt om ruimte te maken voor stadsuitbreiding. Enkel de grachten zijn nog herkenbaar in de vorm van singels. Deze verbinden het Spaarne met de Leidsevaart. De noordelijke bolwerken kregen een bestemming als park met villa's. Het Dolhuys van Haarlem, met het daarin gevestigde Museum van de Geest, was buiten de stadsmuren gelegen en is in het groen van het stadspark opgenomen. 
De Bolwerken zijn in de 19e eeuw getransformeerd tot stadspark in Engelse landschapsstijl door J.D. Zocher. Deze Haarlemse architect, stedenbouwkundige en landschapsarchitect is onder meer bekend vanwege zijn ontwerpen voor de Haarlemmerhout, Dreefzicht en het Amsterdamse Vondelpark. 
Het park kent op verschillende plekken doorzichten naar water of stad, er zijn steile paden en rustige ligweiden. Op de paden van De Bolwerken is een waterdoorlatend split toegepast. Bij een vernieuwing in 2007 zijn de twee delen van het park ter hoogte van de Kloppersingel voor voetgangers doormiddel van de Rozenhagenbrug met elkaar verbonden.